# Sporozoïte
 (mars 2024).
Si vous disposez d'ouvrages ou d'articles de référence ou si vous connaissez des sites web de qualité traitant du thème abordé ici, merci de compléter l'article en donnant les références utiles à sa vérifiabilité et en les liant à la section « Notes et références ».
Dans le cycle vital des protozoaires Apicomplexa, les sporozoïtes sont des cellules qui infectent de nouveaux hôtes. Par exemple, chez les parasites qui provoquent le paludisme, les sporozoïtes sont des cellules qui quittent le moustique et pénètrent dans le foie, où elles se multiplient. Les cellules infectées par les sporozoïtes éclatent, libérant des mérozoïtes.
Les sporozoïtes sont formés par sporogonie (un type de reproduction sexuée ou asexuée), par de multiples fissions d'une spore ou zygote, caractéristique de divers sporozoaires.

Babesia : cycle de vie.
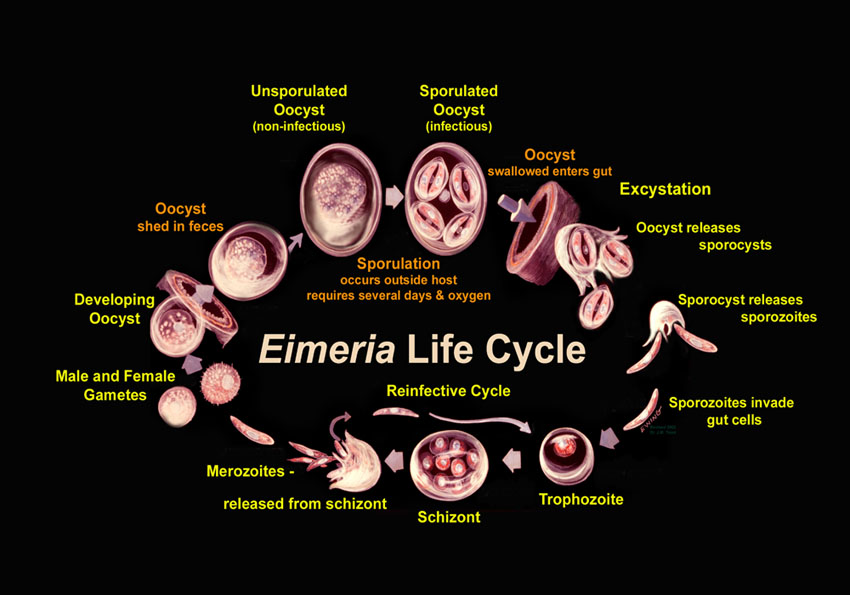
Eimeria : cycle de vie.
Toxoplasma : cycle de vie.